# Кулин
 Тази статия е за босненския бан.  За българския революционер вижте Иван Кулин.  
Кулин е бан на Босна, управлявал през 1180 – 1204 година.
Той е роден на 5 май 1163 година. През 1180 година поема управлението на Босна като васал на Византия, а по-късно става васал на Унгария. Въпреки това по време на управлението му Босна е била на практика независима. Смятан е за един от най-значимите босненски владетели, изиграл важна роля за утвърждаването на босненската държавност. Едно от най-големите му дипломатически постижения е подписването на Хартата на бан Кулин за установяване на мирни отношения между Босна и Дубровник и за насърчаване на търговията между тях.
Сестрата на Кулин е била омъжена за Мирослав Завидович, брата на сръбския велик жупан Стефан Неманя.
Кулин умира през 1204 година и е наследен от сина си Стефан Кулинич.